# Шамановская, Виктория Сергеевна
Виктория Сергеевна Шамановская (род. 8 августа 1993 года, Минск, Белоруссия) — белорусская и российская гандболистка, линейная клуба «Рапид» (Бухарест) и сборной России.

## Биография
Родилась 8 августа 1993 года в Минске. В гандболе она с 15 лет и является воспитанницей РЦОР по гандболу города Минска. Её дебют на взрослом уровне состоялся в 2011 году в составе минского «Аркатрона». За два сезона в составе столичного клуба она стала обладательницей Кубка Республики Беларуси и бронзовых медалей чемпионата страны.
В 2013 году перебралась в «Гомель», где она добилась ещё больших успехов. В течение шести лет трижды становилась чемпионкой Республики Беларусь и четыре раза побеждала в Кубке страны. Также она три раза завоевывала серебряные медали первенства Республики Беларусь.
Летом 2019 года подписала контракт с тольяттинской «Ладой», в составе которой в дебютном сезоне стала вице-чемпионкой России. По ходу текущей кампании[какой?] очередным достижением Шамановской стало звание серебряного призёра Кубка России. Также на данный момент[какой?] она является лучшим бомбардиром на своей позиции в рамках Суперлиги Париматч, оформив 48 точных бросков в 20 матчах. По итогам сезона-2020/21 была признана лучшей линейной Чемпионата России.
С сезона-2021/22 Шамановская выступает за клуб ЦСКА.